# Philipp II. von Tarent
Philipp II. von Tarent (ital.: Filippo di Taranto; * 1329; † 25. November 1374 in Tarent) war ein Fürst von Tarent und Achaia, sowie Titularkaiser von Konstantinopel aus dem älteren Haus Anjou. Er war der jüngste Sohn von Philipp I. von Tarent und dessen zweiter Ehefrau Katharina von Valois-Courtenay.

Wappen Philipps II. von Tarent

Philipp heiratete im April 1355 seine Cousine Maria von Neapel, die zweite Tochter des Herzogs Karl von Kalabrien. Maria war die Schwester der Königin Johanna I. von Neapel, mit der wiederum sein zweitältester Bruder Ludwig verheiratet war. Nach Ludwigs Tod 1362 erbte Philipp das Fürstentum Tarent, weiterhin galt er als testamentarischer Erbe seines ältesten Bruders Robert und erbte nach dessen Tod 1364 das Fürstentum Achaia und die inhaltslose Kaiserwürde von Konstantinopel (als Philipp III.). Philipp verfolgte eigene Ziele auf den Thron und befehdete die Vettern aus der Linie Anjou-Durazzo. Am 20. Oktober 1370 heiratete er eine weitere Cousine, Elisabeth von Slawonien. Sie war eine Tochter des Prinzen Stephan von Ungarn, Herzog von Transsilvanien und Slawonien, und Margarete von Bayern.
1373 übertrug Philipp das Fürstentum Achaia an Königin Johanna I. von Neapel. Mit seinem Tod ein Jahr später starb die Linie der Anjou-Tarent im Mannesstamm aus. Zu seinem Erben als Fürst von Tarent und Kaiser von Konstantinopel ernannte er seinen Neffen Jacques des Baux, der ein Sohn seiner Schwester Margarete war.
Kinder aus seiner ersten Ehe waren:
- Philipp III. (* 1356, † jung), Fürst von Tarent
- Karl (* 1358, † jung)
- Philipp (* 1360, † jung)
- Kind († 1362)
- Kind († 1366)

Aus seiner zweiten Ehe hatte er einen Sohn, Philipp (* 1371, † jung)
Siehe auch: Geschichte von Tarent

## Weblink
- Materialsammlung bei genealogie-mittelalter.de

| Vorgänger | Amt                        | Nachfolger            |
| --------- | -------------------------- | --------------------- |
| Ludwig    | Fürst von Tarent 1362–1374 | Jacques des Baux      |
| Robert    | Fürst von Achaia 1364–1373 | Johanna I. von Neapel |

| Personendaten    | Personendaten                                         |
| ---------------- | ----------------------------------------------------- |
| NAME             | Philipp II. von Tarent                                |
| KURZBESCHREIBUNG | Fürst von Tarent und Titularkaiser von Konstantinopel |
| GEBURTSDATUM     | 1329                                                  |
| STERBEDATUM      | 25. November 1374                                     |
| STERBEORT        | Tarent                                                |